# Melchiades Montenegro
Melchiades Montenegro Filho (Catende, 2 de setembro de 1942) é um geógrafo, escritor, artista plástico, pernambucano.
Artista múltiplo, é escritor, romancista, ilustrador, compositor, pianista. Pertence a algumas instituições literárias e culturais.

## Vida profissional
Geógrafo com especialização em Solos e Aerofotogrametria - Servidor aposentado da Empresa Pernambucana de Pesquisa Agropecuária.

## Literatura
| “ | Foi quando notei que necessitava de algo maior do que escrever uma tragédia e inseri o AMOR como fator intrínseco em todos personagens: amor carnal, amor paterno, amor fraterno, amor ao próximo etc. até chegar ao amor paradoxal quebrando todos os paradigmas. | ” |

### Autor
- Memórias seletivas: Infância. Recife: Bagaço, 2002;
- Memórias seletivas: Juventude. Recife: New Graph, 2005;
- O tempo e a fé. Recife: New Graph, 2006;
- Espreitando o paraíso. Recife: Novo Estilo, 2009[nota 1]
- 16 poemas musicados. Recife: Facform, 2011;
- Histórias que o tempo esqueceu. Recife: Facform, 2011;
- Contos de canções. Recife: Babecco, 2012;[nota 2] - ISBN 978-85-62883-55-2
- Feliciana - Um olhar no infinito. Lisboa: Chiado Editora, 2014 - ISBN 978-98-95120-70-3;[2]
- Cesário. Lisboa: Chiado Editora, 2016[nota 3] - ISBN 978-98-95169-32-0;
- A grande pedra do céu. Olinda: Babecco, 2017[nota 4] - ISBN 978-85-8394-059-3;
- No califado de Córdoba. Olinda: Nova Presença, 2018[nota 5];
- 3/4 de século em poesia. Olinda: Nova presença, 2018;
- Andarilhos. Olinda: Nova Presença, 2019[nota 6] - ISBN 978-85-8469-253-8;
- Trigo divino. Olinda: Nova Presença, 2021;
- Serafim & Damaris - 14 de maio de 1888, o dia que nunca existiu. Recife:Nova Presença, 2021[3][8][nota 7][11] - ISBN 978-65-86518-68-9;
- O escambo. Recife: Nova Presença, 2022. ISBN 978-85-8469-291-0[12][nota 8];
- A dobra do tempo. Recife: Ed. Ozoka, 2024. ISBN 978-65-982527-0-0.
- Astéria & Demétrius - Um romance gastronômico. Recife: Edições Ozoka, 2025. ISBN 978-65-83469-04-5[14]

### Organizador
- Gatos, morcegos e cigarras. Recife: Babecco, 2014;
- O Eikosameron. Recife: Paulo Camelo, 2020.[nota 9] - ISBN 978-65-00-01931-5

### Paticipação em coletâneas
- A voz do silêncio - Paulista:Editora Flor de Lis, 2023 - ISBN 978-65-980203-1-6

### Distinções
- Prêmio Vânia Souto Carvalho - 2013 do Concurso literário da Academia Pernambucana de Letras[carece de fontes?]
- Menção Honrosa no Prêmio Humberto de Campos, UBE-RJ, 2018[15]
- Voto de aplauso requerido e aprovado pela Câmara de Vereadores de Catende, pelo conjunto de suas atividades, mormente as atividades literárias, reconhecidas no Brasil e no exterior.[16]
- Prêmio de Literatura Regional Neíse e José Nivaldo, instituído pela Academia Pernambucana de Letras em 2024 para melhor obra literária regional, para o romance O escambo.[13]
- Prêmio Internacional ACIMA Itália 2025, de reconhecimento global àqueles que, por meio de suas obras, feitos e trajetórias, constroem pontes e escrevem a história do presente, na cidade de Turim, Itália, em 17/5/2025.[17]

## Artes Plásticas
- Autor de aquarelas iconográficas do Conjunto arquitetônico de Triunfo (Pernambuco);[18]
- Ilustrador de obras literárias
  - Brandt, Elizabeth - O trajeto das horas. Olinda: Babecco, 2013 (ilustrador de haigas);
  - Brilhante, Telma de Figueiredo - A chuva e a árvore. Olinda: Babecco, 2013;
  - Camelo, Paulo - Salmos em sonetos. Recife: Babecco, 2016 (ilustrador da capa e das cortinas);
- Pintor, com trabalhos feitos com óleo sobre tela, aquarela, lápis e outros meios.[19]

## Cinema
Produtor e ator em:
- Tiro no pé (curta metragem);
- Noventa anos do Cine Teatro Guarany.

## Cartografia
- Mapa fisiográfico de Olinda - PE

in: OLINDA. Secretaria de planejamento. Dossiê de informações do Centro de documentação e Informação. Olinda – PE 1973;
- Mapa turístico de Triunfo - PE (2003);

## Vida associativa
Pertence às seguintes instituições literárias:
- União Brasileira de Escritores - regionais de Pernambuco, São Paulo e Rio de Janeiro;
- Academia de Letras e Artes do Nordeste - ocupa a cadeira 60[nota 10][2]
- Academia de Artes e Letras de Pernambuco;[2]
- Academia Recifense de Letras[nota 11];
- Academia de Artes, Letras e Ciências de Olinda;[2]
- Academia Triunfense de Letras e Artes[2];
- Académie des Lettres et Arts Luso-Suisse;
- Sociedade Brasileira de Médicos Escritores - Regional Pernambuco - membro colaborador.

## Referência externa
- Triunfo e eu
- Revista Preciso nº 34
- «Melchiades Montenegro - Entrevista» (em Divulga Escritor)